# Godzinki maryjne
Godzinki maryjne – forma modlitwy katolickiej ku czci Marii z Nazaretu.
Przykładowe godzinki maryjne:
- Godzinki o Niepokalanym Poczęciu Najświętszej Maryi Panny
- Godzinki ku czci Matki Bożej Nieustającej Pomocy
- Godzinki adwentowe
- Godzinki Bożonarodzeniowe
- Godzinki o Sercu  z Góry Karmel